# Dencoeliopsis betulicola
Dencoeliopsis betulicola är en svampart som beskrevs av W.Y. Zhuang 1988. Dencoeliopsis betulicola ingår i släktet Dencoeliopsis och familjen Helotiaceae.   Inga underarter finns listade i Catalogue of Life.